# Dębno (jezioro w powiecie poznańskim)
Jezioro Dębno – jezioro w Polsce, położone w województwie wielkopolskim, w powiecie poznańskim, w gminie Stęszew, w granicach administracyjnych miasta Stęszew, na Wysoczyźnie Grodziskiej.

## Charakterystyka
Akwen znajduje się na północny wschód od centrum Stęszewa. W większości brzegi jeziora stanowią granicę miasta (z wyjątkiem części południowego odcinka linii brzegowej).
Jest to największe jezioro rynny Dębno – Lipno. W zlewni znajdują się przede wszystkim użytki rolne i nieco lasów (11,5%). Akwen leży w otulinie Wielkopolskiego Parku Narodowego. Obok rozlewa swe wody mniejsze jezioro Bochenek. Do ichtiofauny jeziora należą głównie płoć i leszcz, z mniejszym udziałem okonia, krąpia, uklei, lina, karpia i karasia.
Od strony Krąplewa istnieje kąpielisko. W pobliżu brzegu południowego stoi Motel AB (przy drodze krajowej nr 5).

## Dane morfometryczne
Powierzchnia jeziora wynosi 25,1 ha, powierzchnia zlewni – 49,5 ha, a maksymalna głębokość – 11,6 m. Długość linii brzegowej to 2675 m.